# Agalega e Saint Brandon
Agalega e Saint Brandon è una dipendenza, cioè un territorio non indipendente, della Repubblica di Mauritius. Ha una superficie di 71 km² e circa 350 abitanti. Il territorio è formato dai due arcipelaghi di Agalega e di Saint Brandon. Il capoluogo è Vingt Cinq, sull'isola nord di Agalega.